# Чемпионат Антигуа и Барбуды по футболу
Премьер дивизион Антигуа и Барбуды по футболу — высшая футбольная лига на Антигуа и Барбуде. Проводится регулярно с 1969 года. 

## История
Соревнования организуются под эгидой футбольной ассоциации Антигуа и Барбуды. Первый розыгрыш чемпионата прошёл в 1969 году. 
В чемпионате принимают участие 15 команд. Чемпион страны получает право сыграть в клубном чемпионате Карибского футбольного союза. Команды, занявшие 9 и 10 места вылетают в первый дивизион.

## Клубы-участники сезона 2023/24
- Астон Вилла (Сент-Джонс)
- Гаден Старз
- Гренадс (Дженнингс[англ.])
- Грин Сити
- Либерта (Либерта)
- Олд Роад (Олд Роад)
- Олл Сэйнтс Юнайтед
- Оттос Рейнджерс
- Парэм (Парэм)
- Пиготтс Буллетс)
- Светес (Светес)
- СЭП (Боландс)
- Уилликис (Уилликис[англ.])
- Файв Айлендс (Файв Айлендс[англ.])
- Хопперс (Гринбей, Сент-Джонс)

## Чемпионы
- 1969: Эмпайр
- 1970: Эмпайр
- 1971: Эмпайр
- 1972: Эмпайр
- 1973: Эмпайр
- 1974/75: Эмпайр
- 1975/76: Супа Старс
- 1976/77: Супа Старс
- 1977/78: Файв Айлендс
- 1978/79: Эмпайр
- 1979–82: неизвестно
- 1983: Лайон Хилл Сплифф
- 1983/84: Вилла Лайонс
- 1984/85: Либерта
- 1985/86: Вилла Лайонс
- 1986/87: Либерта
- 1987/88: Эмпайр
- 1988/89: СЭП
- 1989/90: Джей энд Джей Констракшн
- 1990/91: неизвестно
- 1991/92: Эмпайр
- 1992/93: неизвестно
- 1993/94: Лайон Хилл Сплифф
- 1994/95: Инглиш Харбур
- 1995/96: Инглиш Харбур
- 1996/97: Инглиш Харбур
- 1997/98: Эмпайр
- 1998/99: Эмпайр
- 1999/00: Эмпайр
- 2000/01: Эмпайр
- 2001/02: Парэм
- 2002/03: Парэм
- 2003/04: Басса
- 2004/05: Басса
- 2005/06: СЭП
- 2006/07: Басса
- 2007/08: Басса
- 2008/09: СЭП
- 2009/10: Басса
- 2010/11: Парэм
- 2011/12: Олд Роад
- 2012/13: Олд Роад
- 2013/14: СЭП
- 2014/15: Парэм
- 2015/16: Хопперс
- 2016/17: Парэм
- 2017/18: Хопперс
- 2018/19: Либерта
- 2019/20: приостановлен
- 2020/21: не проводился
- 2021/22: не проводился
- 2022/23: Гренадс
- 2023/24: Олл Сэйнтс Юнайтед